# FK Lovćen Cetinje
Fudbalski klub "Lovćen" (FK Lovćen Cetinje; FK Lovćen; Lovćen Cetinje; Lovćen, ćirilica Фудбалски Kлуб Ловћен Цетиње) je nogometni klub iz Cetinja, Crna Gora. 
 
U sezoni 2019./20. "Lovćen" je član "Druge crnogorske nogometne lige".   

## O klubu
Klub je osnovan 20. lipnja 1913. godine pod nazivom Radnički šport klub „Lovćen“ – Cetinje (RŠK "Lovćen") kao prvi nogometni klub u Crnoj Gori, te je ime dobio po oblinjoj planini Lovćen. 1914. godine osvajaju tadašnju Sportsku olimpijadu, neslužbeno prvenstvo Crne Gore. Za vrijeme Prvog svjetskog rata klub nije djelovao. 
 
Rad RŠK "Lovćen" se obnavlja u kolovozu 1919., od strane mjesne oragnizacije Komunističke partije Jugoslavije, te je rad "Lovćena" i nadalje povezan s komunistima i radništvom, pa i kad je KPJ službeno zabranjena. 1920.-ih i 1930.ih klub je bio član Splitskog nogometnog podsaveza, a kasnije Cetinjskog podsaveza, u čijim se prvenstvima uspješno natjecao. 
 "Lovćenu" je glavni gradski suparnik bio klub JŠK "Crnogorac", koji je bio blizak s tadašnjom vlasti. 1936. godine vlasti zabranjuju rad "Lovćena" i podgoričke "Budućnosti" zbog njihove povezanosti s radom i pripadnicima zabranjene KPJ. Većina članova "Lovćena" je tada počela nstupati za klub "Slogu". 
 
Završetkom Drugog svjetskog rata, u veljači 1945. godine, dolazi do obnove kluba pod nazivom "13. jul 1941", ali ubrzo vraća ime "Lovćen". Za vrijeme socijalističke Jugoslavije "Lovćen" je pretežno član Republičke lige Crne Gore i 2. savezne lige (18 sezona), te još Druge zonske lige – skupina B (3 sezone) i "Međurepubličke lige – Jug" (2 sezone). 1950.-ih klub je sudjelovao u kvalifikacijama za Pevu saveznu ligu. 
 
Od sezone 1991./92. pa do sezone 2005./06., u okviru prvenstava SRJ, odnosno Srbije i Crne Gore, "Lovćen" je bio član 2.  lige SRJ / SiCG (6 sezona), Međurepubličke (3. lige) – Jug (1 sezonu) i Crnogorske republičke lige (8 sezona). 
 
Osamostaljenjem Crne Gore, 2006. godine, "Lovćen" je postao član "Druge crnogorske lige" koju je odmah osvojio, te je tako ušao u "Prvu crnogorsku ligu", u kojoj je do sezone 2018./19. igrao 11 sezona. U sezoni 2013./14. "Lovćen" je osvojio Kup Crne Gore i bio drugoplasirani u Prvoj ligi, te je stoga u sezoni 2014./15. nastupao u kvalifikacijama "Europske lige", gdje je eliminiran od "Željezničara" iz Sarajeva.

## Stadion
"Lovćen" nastupa na Stadionu Obilića poljana koji je otvoren 1957. godine. Na istoj lokaciji "Lovćen" je imao gralište od 1913. pa do obnove rada 1919. godine. Od 1919. do 1938., odnosno do zabrane rada 1936. "Lovćen" je koristio igralište na Donjem polju. 1943. godine je otvoren "Stadion pod Orlovim kršem kojeg je "Lovćen" koristio do 1957. godine.  

## Uspjesi

### Nakon 2006. (Crna Gora)
Prva crnogorska liga
- doprvak: 2013./14.

Druga crnogorska liga
- prvak: 2006./07.

Kup Crne Gore
- pobjednik: 2013./14.
- finalist: 2008./09., 2018./19.

### Od 1991./92. do 2005./06. (SRJ / SiCG)
Crnogorska republička liga
- prvak: 1992./93.
- doprvak: 1997./98., 2003./04.
- trećeplasirani: 1996./97.

Republički kup Crne Gore
- pobjednik: 2001./02.

### Od 1946. do 1991. (FNRJ / SFRJ)
Druga zonska liga – skupina B
- prvak: 1955./56., 1956./57.
- doprvak: 1957./58.

Crnogorska republička liga / prvenstvo
- prvak: 1959./60., 1962./63., 1964./65., 1973./74., 1979./80., 1981./82., 1984./85., 1989./90.
- doprvak: 1946., 1947./48., 1948./49.,  1953., 1963./64.
- trećeplasirani: 1946./47., 1952., 1978./79., 1987./88.

Crnogorska liga – Južna skupina
- prvak: 1959./60.
- doprvak: 1952., 1960./61.

Republički kup Crne Gore
- pobjednik: 1950., 1951., 1952., 1954., 1969./70., 1972./73., 1974./75., 1984./85., 1987./88.

### Do 1941.
Prvenstvo Zetske i Primorske banovine / Župe Splitskog nogometnog podsaveza
- prvak: 1925. (Proljeće), 1925. (Jesen), 1927. (Proljeće), 1928. (Jesen)
- doprvak: 1922.

Prvenstvo Cetinjskog nogometnog podsaveza
- prvak: 1935.
- doprvak: 1932. (Jesen), 1933. (Proljeće), 1933. (Jesen), 1934.

Prvenstvo Cetinja
- doprvak: 1933. (Jesen), 1934./35.

Zetska olimpijada
- pobjednik: 1926., 1927.

Sportska olimpijada
- pobjednik: 1914.

## Pregled plasmana
| sezona    | rang lige | liga               | poz.   | klubova u ligi | ut     | pob    | ner    | por    | gol+   | gol-   | bod     | napomene                       | izvori |
| Lovćen    | Lovćen    | Lovćen             | Lovćen | Lovćen         | Lovćen | Lovćen | Lovćen | Lovćen | Lovćen | Lovćen | Lovćen  | Lovćen                         | Lovćen |
| --------- | --------- | ------------------ | ------ | -------------- | ------ | ------ | ------ | ------ | ------ | ------ | ------- | ------------------------------ | ------ |
| 2006./07. | II.       | 2. crnogorska liga | 1.     | 12             | 33     | 21     | 6      | 6      | 50     | 21     | 69      |                                | [ 1 ]  |
| 2007./08. | I.        | 1. crnogorska liga | 6.     | 12             | 33     | 11     | 10     | 12     | 28     | 30     | 43      |                                | [ 2 ]  |
| 2008./09. | I.        | 1. crnogorska liga | 7.     | 12             | 33     | 10     | 10     | 13     | 23     | 25     | 40      |                                |        |
| 2009./10. | I.        | 1. crnogorska liga | 6.     | 12             | 33     | 15     | 7      | 11     | 32     | 37     | 52      |                                | [ 3 ]  |
| 2010./11. | I.        | 1. crnogorska liga | 8.     | 12             | 33     | 9      | 10     | 14     | 29     | 36     | 37      |                                | [ 4 ]  |
| 2011./12. | I.        | 1. crnogorska liga | 6.     | 12             | 33     | 10     | 10     | 13     | 34     | 42     | 40      |                                | [ 5 ]  |
| 2012./13. | I.        | 1. crnogorska liga | 9.     | 12             | 33     | 11     | 4      | 18     | 38     | 51     | 37      |                                | [ 6 ]  |
| 2013./14. | I.        | 1. crnogorska liga | 2.     | 12             | 33     | 17     | 8      | 8      | 52     | 31     | 59      |                                | [ 7 ]  |
| 2014./15. | I.        | 1. crnogorska liga | 6.     | 12             | 33     | 15     | 3      | 13     | 42     | 32     | 50      |                                | [ 8 ]  |
| 2015./16. | I.        | 1. crnogorska liga | 9.     | 12             | 33     | 9      | 9      | 15     | 32     | 42     | 36      |                                | [ 9 ]  |
| 2016./17. | I.        | 1. crnogorska liga | 11.    | 12             | 33     | 10     | 7      | 16     | 25     | 36     | 34 (-3) |                                | [ 10 ] |
| 2017./18. | II.       | 2. crnogorska liga | 3.     | 12             | 33     | 17     | 10     | 6      | 56     | 31     | 61      | igrali kvalifikacije za 1. CFL | [ 11 ] |
| 2018./19. | I.        | 1. crnogorska liga | 9.     | 10             | 36     | 5      | 11     | 20     | 29     | 65     | 26      | igrali kvalifikacije za 1. CFL | [ 12 ] |
| 2019./20. | II.       | 2. crnogorska liga |        | 10.            |        |        |        |        |        |        |         |                                |        |
|           |           |                    |        |                |        |        |        |        |        |        |         |                                |        |
|           |           |                    |        |                |        |        |        |        |        |        |         |                                |        |

## Unutrašnje poveznice
- Cetinje

## Vanjske poveznice
- fklovcen.me, službena stranica  Arhivirana inačica izvorne stranice od 4. kolovoza 2020. (Wayback Machine)
- Fudbalski klub Lovćen, facebook stranica
- int.soccerway.com, FK Lovćen Cetinje
- worldfootball.net, FK Lovćen
- srbijasport.net, Lovćen
- sportdc.net, Lovćen
- transfermarkt.com, FK Lovcen Cetinje